# Ligne de Dombóvár à Bátaszék
La Ligne de Dombóvár à Bátaszék ou ligne 50 est une ligne de chemin de fer de Hongrie. Elle relie Dombóvár à Bátaszék.